# Bours, Pas-de-Calais
Bours är en kommun i departementet Pas-de-Calais i regionen Hauts-de-France i norra Frankrike. Kommunen ligger i kantonen Heuchin som tillhör arrondissementet Arras. År 2022 hade Bours 588 invånare.

## Befolkningsutveckling
Antalet invånare i kommunen Bours
| Referens: INSEE |